# 长城影视
长城影视股份有限公司，簡稱长城影视（老三板：400157，简称：R长影1；深交所除牌前：002071，简称：长城退），是2001年成立的中國大陸影視制作公司，以古裝劇及抗战革命劇為主，總部位於浙江省杭州市。

## 作品

### 電視劇
- 《大明王朝》
- 《明末风云》
- 《大明天子》
- 《中国神探》
- 《胭脂红》
- 《中国传世经典名剧》
- 《咫尺天涯》
- 《母爱十三宗》
- 《中国母亲》
- 《生死绝恋》
- 《江山为重》
- 《小皮匠登基》
- 2008年《红日》
- 2009年《东方红1949》
- 2010年《大西南剿匪记》
- 2010年《铁面歌女》
- 2011年《旗袍》
- 2011年《五星红旗迎风飘扬》
- 2011年《旗袍旗袍》
- 2011年《盖世英雄方世玉》
- 2011年《独立纵队》
- 2011年《武则天秘史》
- 2012年《血色黎明》
- 2012年《从将军到士兵》
- 2012年《新乌龙山剿匪记》
- 2012年《太平公主秘史》
- 2012年《隋唐英雄1、2》
- 2012年《五星红旗迎风飘扬2》
- 2012年《五台山抗日传奇之女尼排》
- 2013年《武松》
- 2013年《七年之痒》
- 2013年《五台山抗日传奇之和尚连》
- 2013年《东北剿匪记》
- 2013年《孤胆英雄》
- 2013年《天堂不相信眼泪》
- 2014年《隋唐英雄3、4》
- 2014年《钱塘传奇》
- 2014年《末代皇帝传奇》
- 2014年《布袋和尚新传》
- 2014年《神医安道全》
- 2015年《神医传奇》
- 2015年《隋唐英雄5》
- 2015年《我有一个梦》
- 2015年《我把忠诚献给你》
- 2015年《地雷英雄传》
- 2015年《独立纵队2》
- 2015年《大玉儿传奇》
- 2015年《婚姻攻防战之爱要付出》
- 2016年《母爱如山》
- 2016年《镖王传奇》
- 2016年《乞丐皇帝与大脚皇后传奇》
- 2016年《英雄诀》
- 2016年《家国恩仇记》
- 2017年《烽火线》
- 2017年《天下第一刀》
- 2020年《群英会》(2015年拍攝)

## 外部連結
- 长城影视的新浪微博